# Marc Huisman
Marc Huisman ist ein ehemaliger deutscher Footballspieler.

## Leben
Huisman spielte im Nachwuchsbereich der Hamburg Blue Devils und war dann von 2001 bis 2003 Mitglied der Hamburger Herrenmannschaft in der höchsten deutschen Spielklasse GFL. Der Runningback gewann mit der Mannschaft in den Jahren 2001, 2002 und 2003 die deutsche Meisterschaft, erzielt wurden diese Erfolge jeweils durch Endspielsiege gegen die Braunschweig Lions. Huisman schloss ein Studium als Diplom-Fitnesspädagoge ab und wurde beruflich als Fitnesstrainer und Yogalehrer tätig. Ab Sommer 2017 verstärkte er den Trainerstab der Hamburg Pioneers (Regionalliga) in den Bereichen Athletik und Ernährung.